# Konsumpcjonizm

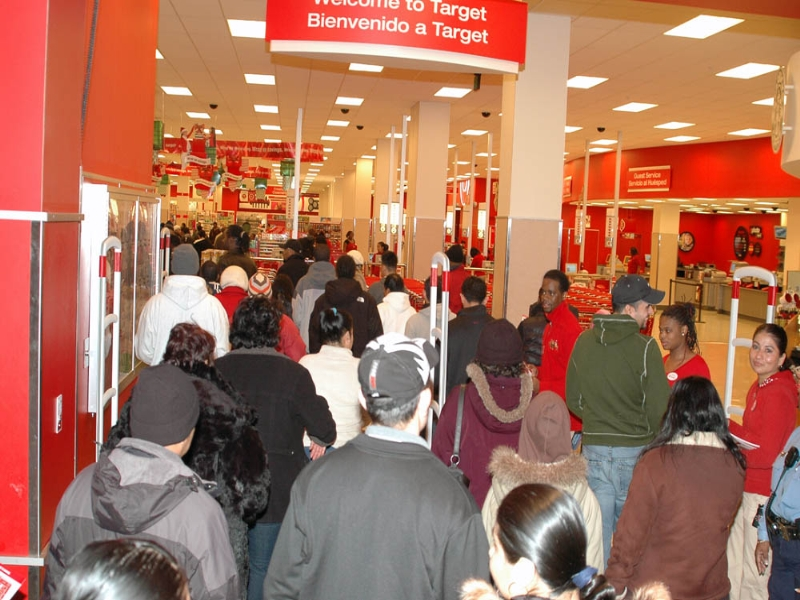
Czarny piątek (black friday) w Waszyngtonie

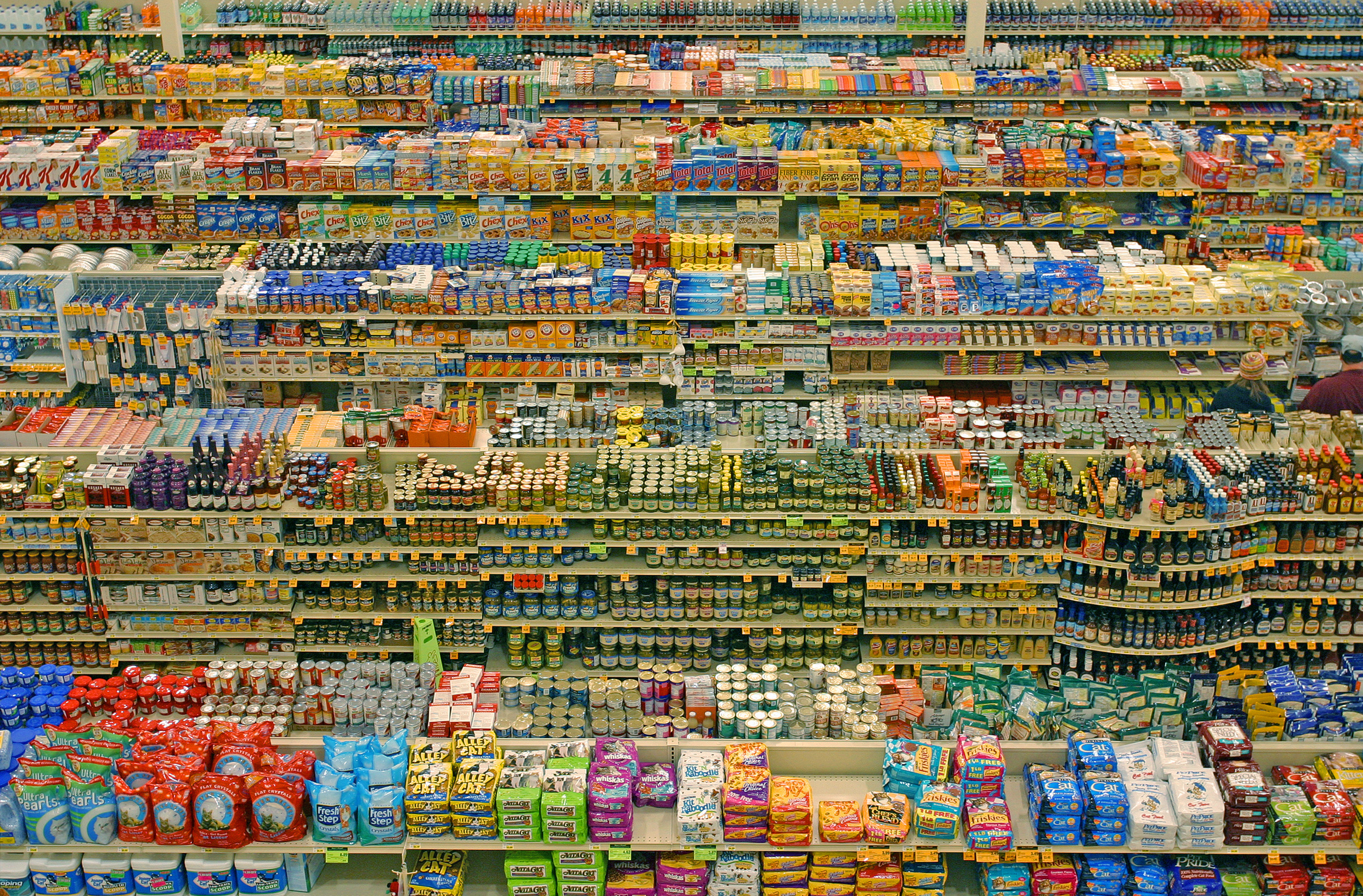
Produkty w hipermarkecie Fred Meyer w Portland w Stanach Zjednoczonych

Konsumpcjonizm (także konsumizm) – postawa polegająca na nieusprawiedliwionym (rzeczywistymi potrzebami oraz kosztami ekologicznymi, społecznymi czy indywidualnymi) zdobywaniu dóbr materialnych i usług lub pogląd polegający na uznawaniu tej konsumpcji za wyznacznik jakości życia (lub za najważniejszą, względnie jedyną wartość) – hedonistyczny materializm.
Współczesna kultura konsumpcji stała się jednym z centralnych przedmiotów uwagi kulturoznawstwa.

## Krytyka

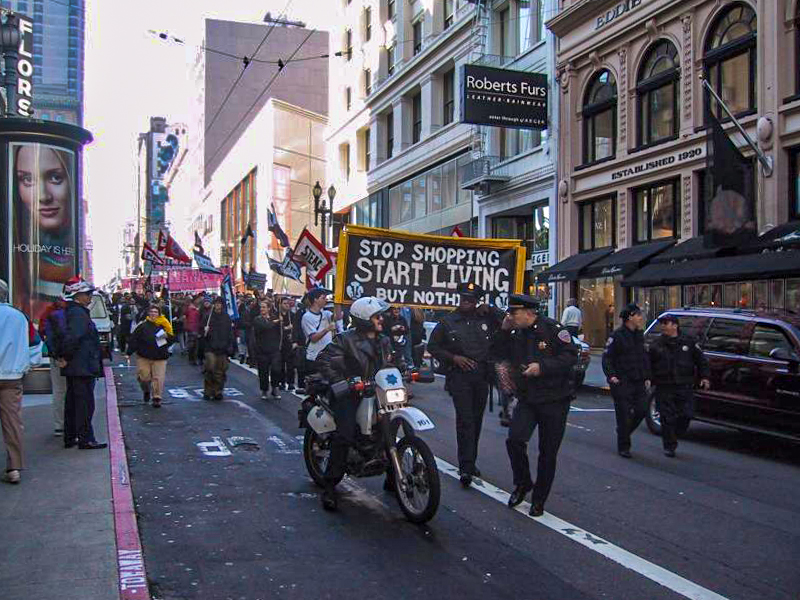
Demonstracja podczas Buy Nothing Day w San Francisco, listopad 2000

Nadmierna konsumpcja (traktowana przez Adama Smitha w pracy Bogactwo narodów za najpotężniejszego wroga stabilnego wzrostu gospodarczego) stanowi odejście od dawnej etyki społeczeństwa kapitalistycznego, opisywanej przez Maxa Webera (zob. Etyka protestancka a duch kapitalizmu). Sięga swoimi korzeniami boomów gospodarczych jakie pojawiły się po II wojnie światowej. Od tego też czasu jednocześnie towarzyszą mu negatywne reakcje i krytyka.
W Stanach Zjednoczonych krytyka sięga przełomu lat 40. i 50. dwudziestego wieku (reprezentatywne są tu są np. praca Samotny tłum Davida Riesmana postulująca występowanie we współczesnym społeczeństwie osobowości zewnątrzsterownych oraz praca Daniela Bella opisująca kulturowe sprzeczności społeczeństwa burżuazyjnego) W Europie w latach 60. tzw. społeczeństwo spektaklu stało się celem ataków sytuacjonistów (Guy Debord, Raoul Vaneigem). Nieprzerwanie krytykowali też konsumpcjonizm (zarówno w Europie, jak i w USA) przedstawiciele szkoły frankfurckiej – np. Herbert Marcuse (autor wizji człowieka jednowymiarowego), Jürgen Habermas czy Erich Fromm.
Obecnie krytyków kultury konsumpcji można podzielić na myślicieli (filozofów, akademików) oraz działaczy społecznych (np. dziennikarzy), w tym wielu krytyków systemu kapitalistycznego. Wśród pierwszej grupy warto wymienić współczesnych filozofów postmodernistycznych, takich jak Zygmunt Bauman, Jean Baudrillard, socjologów amerykańskich George’a Ritzera i Juliet B. Schor oraz politologa Benjamina Barbera (autora koncepcji McŚwiata). Wśród działaczy znani stali się Naomi Klein, Susan Linn, Kalle Lasn. Krytyka często dotyczy nie tylko samej konsumpcji, ale i innych przejawów życia związanych z kulturą konsumpcji, takich jak reklama i marketing, centra handlowe i adidasacja (produkcja niezliczonej ilości typów jednego asortymentu – wszystkie wyglądają na różne od siebie choć pochodzą z masowej produkcji), bary szybkiej obsługi i macdonaldyzacja, parki rozrywki i dysneyzacja (termin wprowadzony w roku 1999 przez Alana Brymana – proces, którego priorytetem jest wydajność i zysk, ale w przeciwieństwie do makdonaldyzacji stawia ona na wysoki standard), supermarketyzacja, karnawalizacja, coca-kolonizacja (wolno kupić tyle butelek coca-coli, ile się zechce, a świeżej wody nie ma), amerykanizacja, westernizacja (okcydentalizacja), brazyfikacja (poszerzająca się przepaść między bogatymi a biednymi i równoczesny zanik klasy średniej – termin wprowadzony przez Douglasa Couplanda w książce Generacja X), turbokapitalizm (opisany przez Edwarda Luttwaka, zwany w pracach Jeremy Rifkina hiperkapitalizmem), wyłaniająca się dominacja korporacji krytykowana np. przez Erica Schlossera, Joela Bakana i przez znanego z anarchistycznych poglądów Noama Chomsky’ego, powstanie globalnej sieci dominacji postulowane przez komunistę Antonio Negri oraz powstanie konsumariatu w czasach dominacji netokratów prorokowane przez Alexandra Barda i Jana Söderqvista. Oryginalną ilustracją niektórych zjawisk (Generacja X, Mcpraca) jest też beletrystyka Douglasa Couplanda. Niektórzy postrzegają konsumpcjonizm jako błąd mentalny, który nie ma ścisłego związku z konkretnym systemem gospodarczym (Jan Paweł II, Benedykt XVI). Kościół widzi w konsumpcjonizmie siłę destrukcyjną i stawia go na równi z laicyzacją.

## Obrona
Konsumpcyjny styl życia ma też swoich proponentów, do których zalicza się francuski filozof Gilles Lipovetsky – autor teorii społeczeństwa mody, czy wybitny komentator współczesności Arjun Appadurai, który nie zgadza się wprost z tezą Jeana Baudrillarda, że we współczesnych społeczeństwach konsumpcja odgrywa główną rolę, jaką kiedyś odgrywała produkcja. Nawiązując do prac Norberta Eliasa, Arjun Appadurai wskazuje, że bliższe prawdy jest stwierdzenie, że konsumpcja stała się pracą cywilizującą postindustrialne społeczeństwa. Bez żadnych uprzedzeń do kultury konsumpcji odnosi się też polski filozof i historyk idei Andrzej Szahaj.

## Konsumpcjonizm jako zadłużenie
Niektórzy ekonomiści i historycy gospodarki dostrzegają problem teoretyczny w ujęciu konsumpcjonizmu. Bazowanie jedynie na ilości konsumowanych dóbr nie pozwala bowiem stwierdzić, że cele czy postawy społeczeństw zachodnich w porównaniu z epokami preindustrialnymi zmieniły się zasadniczo. W historii gospodarczej jako wyróżnik społeczeństw nowożytnych może być jednak zastosowane rozpowszechnienie kredytu konsumpcyjnego (od lat 20. XX w.), które obrazuje wzrost zagregowanej społecznej stopy preferencji czasowej (wyższe wartościowanie dóbr teraźniejszych w relacji do dóbr przyszłych).

## Konsumpcjonizm w języku
Problematyka konsumpcjonizmu uwidacznia się także w języku, na co zwraca uwagę współczesna lingwistyka kulturowa, socjolingwistyka czy też lingwistyka antropologiczna. Na kwestię wpływu konsumpcjonizmu na język polski zwracają uwagę: Jerzy Bralczyk, Barbara Misztal, Łukasz Iwasiński, Oleg Leszczak, Izabela Łuc oraz Ewa Kołodziejek. Sygnalizują oni możliwość występowania takiego zjawiska. Przekrojowo problem podjęła Julia Piotrowska w pracy "Współczesna polszczyzna wobec kultury konsumpcjonizmu". 